# Nicolas de Bouillé
 (avril 2024).
Pour les articles homonymes, voir Bouillé.
Nicolas de Bouillé de Saint-Géran (1702 - 1767) est un ecclésiastique français. 

## Biographie
En 1722, il était chanoine de Lyon et doyen des comtes de Lyon, Il était aussi premier aumônier du roi, évêque d'Autun de 1758 à 1767 et conseiller d'État. Il devient en parallèle abbé commendataire de Saint-Nicolas d'Angers et d'Hautvillers. Il est l'oncle et tuteur de François Claude de Bouillé.
En 1761, il ordonne à la prêtrise Blaise Bégon (1737-1795).
Il a été inhumé le 23 février 1767 dans le chœur de l'église Saint-Gervais-Saint-Protais de Paris, où se trouve une épitaphe.

## Sources
- Ressource relative à la religion :   - Catholic Hierarchy